# Graeme Allwright
Graeme Allwright (Wellington, 7 de novembro de 1926 – Couilly-Pont-aux-Dames, 16 de fevereiro de 2020) foi um cantor e compositor francês nascido na Nova Zelândia. Tornou-se popular nas décadas de 1960 e 1970 como intérprete em língua francesa das canções de compositores americanos e canadenses, como Leonard Cohen, Bob Dylan e Pete Seeger, e permaneceu ativo até os seus noventa anos.

## Vida e carreira

### Primeiros anos
Nascido em Wellington, Nova Zelândia, Allwright cresceu em Hāwera antes de frequentar o Wellington College. Durante sua juventude, ouvia jazz e canções folclóricas americanas em transmissões de rádio para as tropas dos Estados Unidos estacionadas em Paekākāriki e Tītahi Bay, além de cantar com sua família em feiras locais. Começou a atuar em Wellington aos 15 anos e ganhou uma bolsa para estudar na escola de teatro Old Vic em Londres. Viajou para a Inglaterra de navio, trabalhando como grumete para pagar a passagem, e começou a atuar e estudar em Londres. Foi oferecido um lugar na Royal Shakespeare Company, mas recusou para se mudar para a França em 1948 com sua namorada Catherine Dasté, uma colega de teatro e filha do ator e diretor Jean Dasté. Allwright trabalhou como carpinteiro em cenários de teatro enquanto aprendia francês. Ele e Catherine se casaram em 1951, mas mais tarde se divorciaram.

### Carreira musical
Allwright trabalhou em vinhedos da Borgonha e dirigiu um grupo de teatro em Pernand-Vergelesses, enquanto aprendia a tocar violão e ouvia discos de cantores americanos como Woody Guthrie, Tom Paxton e Pete Seeger. Viveu em Blois, onde trabalhou em um hospital psiquiátrico, e depois se estabeleceu em Dieulefit, onde ensinou inglês e criou um grupo de teatro infantil. Descobriu sua aptidão para tradução ao adaptar histórias neozelandesas para o francês para seus alunos e, após se mudar para Saint-Étienne, começou a traduzir canções americanas para o francês. No início dos anos 1960, começou a se apresentar em pequenos clubes em Paris, onde conheceu a cantora Colette Magny e o ator e cantor Marcel Mouloudji, que ficaram impressionados com sua habilidade em adaptar as letras de Bob Dylan e Leonard Cohen para o francês.
Mouloudji gravou Allwright e lançou suas músicas em 1965, primeiro no EP "Le Trimardeur" (uma adaptação da canção de Woody Guthrie "Hard Travelin'") e depois em um LP autointitulado. O álbum incluía adaptações de canções de Guthrie e Oscar Brand, além de composições próprias e músicas do compositor francês Paul Koulak. Ele assinou contrato com a Mercury Records, e seu segundo álbum, também intitulado Graeme Allwright, foi lançado em 1968. O disco apresentava adaptações de "Who Killed Davy Moore?" ("Qui a tué Davy Moore?"), de Dylan, e "Little Boxes" ("Petites boites"), de Malvina Reynolds, além de sua própria canção "Il faut que je m'en aille (Les retrouvailles)", tornando-se popular entre os estudantes durante os protestos de Maio de 68.
A música de Allwright "forneceu hinos para a contracultura esquerdista francesa". Seu maior sucesso veio com seu terceiro álbum, Le jour de clarté (1968), que incluía adaptações de duas canções de Leonard Cohen ("Suzanne" e "The Stranger Song"), duas de Tom Paxton e outras de Pete Seeger, Jackson C. Frank e Roger Miller. Sua música mais popular foi a faixa-título, adaptada da canção "Very Last Day" do trio Peter, Paul and Mary. O estresse causado pelo sucesso inesperado levou Allwright a deixar sua jovem família na França e viajar, inicialmente com um amigo para Egito e Etiópia, onde passou seis meses na cidade de Harar. Ele comentou: "Eu nem pensava na carreira musical que deixei para trás. Estava vivendo algo completamente diferente e descobrindo outro mundo."
Em 1970, lançou o álbum A long distant present from thee..."Becoming", uma colaboração com outros músicos descrita como "um álbum psicodélico expansivo que reflete suas experiências na Índia", seguido pelo álbum em inglês Recollections (1971) e Jeanne d'Arc (1972), que continha composições próprias e músicas de Leonard Cohen.
Nos anos seguintes, Allwright costumava gravar um álbum e, em seguida, deixar a França por um tempo para viajar pela África, Índia e Américas, o que aumentou seu status cult na França. Em meados dos anos 1970, viveu por 18 meses na ilha da Reunião, no Oceano Índico. Tornou-se amigo de Cohen, que aprovava suas adaptações, e em 1973 lançou o álbum Graeme Allwright chante Leonard Cohen. No mesmo ano, lançou o álbum duplo ao vivo A l'Olympia. Continuou lançando discos ao longo da década de 1970, culminando no álbum Condamnés? (1979).
Em 1980, realizou uma série de concertos com Maxime Le Forestier, registrados no álbum Enregistrement Public au Palais des Sports, cujos royalties foram doados para instituições de caridade infantil. Em 1985, lançou uma coletânea de canções de Georges Brassens.
Ele continuou engajado em atividades ativistas, protestando contra os testes nucleares do governo francês no Pacífico e contra o afundamento do Rainbow Warrior em 1985.

### Anos posteriores
Allwright trabalhou posteriormente em trilhas sonoras de filmes e gravou um álbum de músicas para crianças. Em 2000, lançou o álbum Tant de Joies, uma colaboração com o trombonista de jazz americano Glenn Ferris. Em 2005, fez um raro retorno à Nova Zelândia para se apresentar. Ele continuou a se apresentar até a década de 2010 para divulgar sua mensagem não violenta de trabalho na consciência para mudar a sociedade desigual. Nos anos 2000, junto com Sylvie Dien, escreveu uma nova letra para o hino nacional francês, "La Marseillaise", transformando-o em uma canção de paz em vez de guerra.
Allwright também se tornou conhecido por sua adaptação em francês da canção de Natal "Old Toy Trains" de Roger Miller, intitulada "Petit Garçon". Em 2014, a música foi adotada como canção oficial do evento beneficente francês Téléthon 2014 e foi gravada pelo padrinho da campanha, o cantor franco-canadense Garou, acompanhado do jovem cantor Ryan. A canção também foi incluída no novo álbum de Natal de Garou, It's Magic, lançado em 1º de dezembro de 2014 na França.
Uma biografia, Graeme Allwright par lui-même, de Jacques Vassal, foi publicada em 2018.

## Morte
Allwright morreu aos 93 anos em 16 de fevereiro de 2020, na casa de repouso em Seine-et-Marne, onde vivia há um ano.

## Discografia

### Álbuns
- Graeme Allwright (também conhecido como Le trimardeur), 1965, BAM.
- Graeme Allwright (também conhecido como Joue, joue, joue), 1966, Mercury.
- Le jour de clarté, 1968, Mercury.
- Recollections, 1970, Mercury.
- A Long Distant Present from Thee ... "Becoming,", 1971, Mercury 6459 100
- Jeanne d'Arc, 1972, Mercury.
- Graeme Allwright chante Leonard Cohen, 1973, Mercury.
- À l'Olympia, 1973, Mercury.
- De passage, 1975, Mercury.
- Questions..., 1978, Mercury.
- Condamnés?, 1979, Mercury.
- Graeme Allwright et Maxime Le Forestier enregistement au Palais des Sports, 1980, Mercury.
- Ombres, 1981, Mercury.
- Lumière, 1992, EPM.
- Live, 1994, EPM.
- Graeme Allwright & The Glenn Ferris Quartet, 2000, EPM.